# Верхнебузулукский
Верхнебузулу́кский — посёлок в Тоцком районе Оренбургской области. Административный центр Верхнебузулукского сельсовета.

## История
В 1966 году указом Президиума Верховного Совета РСФСР посёлок центральной усадьбы совхоза «Бузулукский» переименован в Верхнебузулукский.

## Население
| 2010 |
| ---- |
| 379  |